# Antonín Tomášek
Antonín Tomášek (* 13. listopadu 1978 Ostrov) je český výtvarník, designér keramiky a porcelánu a vysokoškolský pedagog. Od roku 2014 je vedoucí ateliéru Design keramiky na Fakultě umění a designu Univerzity Jana Evangelisty Purkyně v Ústí nad Labem.

## Životopis
Vystudoval střední uměleckoprůmyslovou školu v Karlových Varech, poté pokračoval na Vysoké škole uměleckoprůmyslové v Praze v ateliéru Keramika a porcelán. Magisterský titul získal v roce 2005. V březnu 2014 se stal vedoucím ateliéru Design keramiky na Fakultě umění a designu Univerzity Jana Evangelisty Purkyně v Ústí nad Labem, který převzal po Pavlu Jarkovském. V roce 2023 zde obhájil svou habilitační práci na téma Jako když to znáte, ale ještě jste to neviděli a byl jmenován docentem v oboru Vizuální komunikace.
Spoluzaložil značku Whitefruits a spolupracuje se studiem QUBUS a nakladatelstvím designu Tablo.

## Dílo
Spolu s Davidem Sílou navrhl v roce 2020 minimalistickou kolekci na kávu a čaj nazvanou Solo, pro západočeskou porcelánku Rudolf Kämpf. Kolekce byla uvedena na přehlídce současného designu Desigblok 2020, kde vzbudila velké ohlasy a získala cenu Designbloku jako nejlepší novinka výrobce. V roce 2021 mu vyšla monografie Moc věcí v níž přibližuje své vidění a tvůrčí procesy v designu, přístup k materiálu, hraní s dvojsmysly a chápání reality. Autory hlavních textů jsou filozofka Anna Hogenová a teoretik Radek Wohlmuth. Monografie byla prezentována v rámci jeho výstavy Touch v galerii Kvalitář.
Jeho práce jsou ve sbírkách Uměleckoprůmyslového musea v Praze, Muzea hlavního Města Prahy, Moravské galerie v Brně a v soukromých sbírkách.

## Výstavy
Samostatné výstavy
- 2021 – Touch, Kvalitář, Praha[7]

Účast na výstavách
- 2015 – Generace, ZLIN DESIGN WEEK, Zámek Zlín